# Minnasanno Okagesamadesu! Daisugorokutaikai
Minnasanno Okagesamadesu! Daisugorokutaikai (みなさんのおかげさまです！大スゴロク大会) est un jeu vidéo de mah-jong développé par Monolith Corp. et édité par SNK en 1990 sur Neo-Geo MVS et Neo-Geo AES (NGM 027),,.